# AIM-152 AAAM
AAAM ([eɪ em] чит. «Эй-эм», акр. Advanced Air-to-Air Missile, также именуемая «А» в кубе-«Эм», войсковой индекс — AIM-152) — американская управляемая ракета класса «воздух—воздух» сверхбольшой дальности. Предназначалась для борьбы с советскими сверхзвуковыми стратегическими ракетоносцами-бомбардировщиками Ту-22М и Ту-160. Разрабатывалась на конкурсной основе двумя группами компаний по заказу ВМС США для оснащения ею самолётов палубной авиации флота. Основными тактико-техническими требованиями к разрабатываемой ракете были увеличенные в полтора-два раза по сравнению с уже имеющимися на вооружении ракетами большой дальности AIM-54 Phoenix досягаемость по высоте и дальности до цели, при вдвое меньшей массе, чтобы палубный истребитель-перехватчик F-14 Tomcat мог брать с собой на дежурство восемь ракет AIM-152, вместо четырёх AIM-54. На момент начала стадии опытно-конструкторских работ в октябре 1988 года, перевооружение планировалось провести к середине 1990-х гг. Потенциальный заказ флота предусматривал закупку в перспективе серийной партии до 4 тыс. ракет. Закупочная стоимость одной ракеты составляла $950 тыс. в ценах на момент (что почти вдвое превышало стоимость AIM-54 Phoenix, составлявшую $480 тыс.). Приоритетность разрабатываемой ракеты для флота подчёркивалась тем, что ради продолжения ОКР было прекращено финансирование флотом параллельно идущих проектов разработки усовершенствованных моделей УРВВ AIM-54C Phoenix и AIM-9R Sidewinder с отказом от закупок 6 тыс. ИК ГСН указанной модели для переоборудования уже имеющихся ракет. Тем не менее, в связи с распадом СССР проект был свёрнут за ненадобностью (официально «в связи с изменившейся обстановкой в мире»).

## Предыстория
На период второй половины 1980-х гг. пришёлся всплеск интереса к комбинированным ракетным двигательным установкам, возобновление интереса к прямоточным воздушно-реактивным двигателям и жидкостным ракетным двигателям (которые долгое время считались давно ушедшим в прошлое анахронизмом) в сочетании со стремлением повысить дальнобойность ракет класса «воздух—воздух» до таких значений, которые бы позволили им сбивать с удаления в сотни километров цели вплоть до самолётов дальнего радиолокационного обнаружения, не приближаясь при этом к зоне досягаемости ответного огня противника и не вступая во встречный воздушный бой. Аналогичные проекты велись не только в США, но и среди союзников по НАТО, среди прочего в Великобритании, Франции, Германии и Швеции, были известны под обобщающим названием «загоризонтные ракеты» (beyond-visual-range, сокр. BVR).

## История
Аванпроект
Технологическую основу для разработки ракеты AAAM составили результаты научно-исследовательской работы, проведенной на базе ещё в 1983 году по программе разработки опытных образцов для демонстрации технических возможностей усовершенствованной общевойсковой ракеты перехвата (Advanced Common Intercept Missile Demonstration, сокр. ACIMD). Такие образцы были изготовлены, но не были испытаны.
Разработка
В конце ВМС США заключили контракты с компаниями, прошедшими отборочный тур конкурса на разработку и производство усовершенствованных ракет класса «воздух—воздух» (Advanced Air-to-Air Missile, сокр. AAAM). Фактически, под опытным индексом YAIM-152A разрабатывались отдельно друг от друга две различные ракеты, объединённые рядом одинаковых параметров. В разработке на конкурсной основе участвовали две группы компаний: 1) Hughes, Raytheon и McDonnell Douglas Astronautics с одной стороны и 2) General Dynamics и Westinghouse с другой. Для согласованного освоения целевых фондов компаниями-подрядчиками были созданы совместные предприятия H&R Co. и AAAM Joint Venture (первоначальные контракты составили по $5,8 млн каждой команде). Генеральными подрядчиками с двух сторон выступали McDonnell Douglas и General Dynamics соответственно. В течение 52 месяцев программы демонстрации боевых возможностей, испытаний и оценки ракет, предполагалось израсходовать $110 млн бюджетных средств. В качестве обязательного предъявленного тактико-технического требования к обеим образцам была одинаковая длина (не более 3658 мм), примерно соответствующая длине уже имеющихся на вооружении УРВВ AIM-7 Sparrow, другие параметры существенно варьировались. Кроме того, ракета должна была приблизительно соответствовать AIM-7 Sparrow по своей массе при многократно большей дальнобойности (две трети от массы AIM-7 Sparrow и половину от массы AIM-54 Phoenix). Конгресс настаивал на том, чтобы разрабатываемая ракета была интегрирована в комплексы управляемого вооружения как палубной авиации ВМС, так и истребительно-бомбардировочной авиации ВВС, но командование ВВС противодействовало попыткам вовлечения их в проект, настаивая на том, что в текущий момент потребности в такого рода вооружении ВВС не испытывают, при этом они согласились участвовать в программе испытаний на правах наблюдателей за ходом и результатами испытаний, и подключиться к заказу ракет в том случае, «если в этом возникнет необходимость».
Помимо целей загоризонтного воздушного боя, ракета предназначалась для поражения низколетящих дозвуковых и высотных сверхзвуковых крылатых ракет противника с высокой вероятностью поражения последних с первого пуска. Система наведения ракеты сначала в варианте исполнения GD/Westinghouse, а затем обеих конкурирующих прототипов, предполагала, что подсветка цели бортовым радиолокатором могла осуществляться не только с самолёта-носителя, но и удалённо — с самолёта ДРЛО. Ракета в варианте исполнения Hughes/Raytheon исходной модели наиболее подходила для целей противоракетной обороны.
Закупочный план
Ракетами AAAM в перспективе предполагалось оснащать любой боевой самолёт палубной авиации флота, начало серийного производства было запланировано на 1993 или 1994 год, всего флот предполагал закупить 4 тыс. ракет. Средний срок эксплуатации одной ракеты составлял по оценке специалистов флота 36 месяцев (три года), что было на треть дольше срока эксплуатации AIM-54 Phoenix, не превышающего 24 месяца, — в группе анализа затрат при Аппарате министра обороны США скептически отнеслись ко столь оптимистичной и завышенной по их мнению оценкой эксплуатационной неприхотливости ракеты, их позиция традиционно была поддержана Счётной палатой. На завершающем этапе программы работ по созданию AAAM было израсходовано казённых средств $101 млн в 1991 бюджетном году и $88,5 млн в 1992 бюджетном году.

## Характеристики
Источники информации :

### Сравнительная характеристика
| Критерий оценки | Hughes, Raytheon, MDAC                                          | General Dynamics, Westinghouse                           |
| --- | --------------------------------------------------------------- | -------------------------------------------------------- |
| Головка самонаведения | двухрежимная                                                    | двухдиапазонная                                          |
| Головка самонаведения | активная радиолокационная                                       | полуактивная радиолокационная                            |
| Головка самонаведения | пассивная инфракрасная                                          | пассивная оптико-электронная                             |
| Головка самонаведения | с переменной работой в радио-, а затем в инфракрасном диапазоне | с одновременной работой в радио- и оптическом диапазонах |
| Двигательная установка | двухступенчатая                                                 | трёхступенчатая                                          |
| Двигательная установка | комбинированный ракетно-прямоточный двигатель                   | многоимпульсный ракетный двигатель                       |
| Двигательная установка | жидкостный                                                      | твердотопливный                                          |
| Слабые стороны | маневренность на терминальном участке (при подлёте к цели)      | отделение первой и второй ступеней                       |
| Слабые стороны | маневренность на терминальном участке (при подлёте к цели)      | зажигание маршевого двигателя                            |
| |                                                                 |                                                          |
| Схематичный эскиз ракет двух конкурирующий проектов — Hughes/Raytheon/McDonnell Douglas (вверху), GD/Westinghouse (внизу) с человеческим силуэтом для сравнения размеров |                                                                 |                                                          |

### Тактико-технические характеристики
Общие сведения
- Самолёт-носитель — F-14D, F-18E/F, A-12, A-6 (ВМС) F-15C/D, YF-22, YF-23 (ВВС)
- Категории поражаемых целей — одиночные средства воздушного нападения типа «реактивный самолёт»

Система наведения
- Hughes/Raytheon — полуактивное радиолокационное самонаведение на маршевом участке траектории полёта, комбинация активного радиолокационного самонаведения с пассивным инфракрасным самонаведением и самонаведением на источник радиолокационных помех на терминальном участке
- GD/Westinghouse — полуактивное радиолокационное самонаведение на маршевом участке траектории полёта, пассивное оптико-электронное самонаведение на терминальном участке

- Устройство наведения ракеты на цель

- Hughes/Raytheon — двухрежимная головка самонаведения
- GD/Westinghouse — двухдиапазонная головка самонаведения

Зона обстрела
- Дальность до цели — свыше 185 км

Аэродинамические характеристики
- Аэродинамическая компоновочная схема — нормальная
- Аэродинамические поверхности

- Hughes/Raytheon — неподвижные, управление курсом через канал крена
- GD/Westinghouse — рулевые

- Маршевая скорость полёта — свыше 3700 км/ч

Массо-габаритные характеристики
- Длина — 3658 мм
- Диаметр корпуса

- Hughes/Raytheon — 230 мм
- GD/Westinghouse — 140 мм

- Масса ракеты

- Hughes/Raytheon — 295 ÷ 300 кг
- GD/Westinghouse — 172 кг

Боевая часть
- Тип БЧ — осколочно-фугасная с готовыми поражающими элементами
- Масса БЧ — 14…23 кг
- Тип предохранительно-исполнительного механизма — дистанционного действия, радиолокационный, срабатывание на объём

Двигательная установка
- Тип разгонного двигателя

- Hughes/Raytheon — переднего воспламенения с отстыковывающимся сопловым блоком

- Топливная система маршевого двигателя

- Hughes/Raytheon — жидкое топливо высокой плотности марки JP-10 или аналог в топливном баке над воздухозаборником; встроенное воздухосмесительное устройство во впускном канале топливного шланга перед камерой сгорания, камера сгорания с теплоизоляцией корпуса; в камере сгорания расположен стабилизатор пламени кольцевого типа; подача топлива турбонасосом с наддувом топливного бака набегающим потоком воздуха за счёт скоростного напора
- GD/Westinghouse — твёрдое топливо

## Аналоги
При разработке российской ракеты сверхбольшой дальности КС-172 ОКБ «Новатор» была реализована сходная с AAAM (в варианте General Dynamics и Westinghouse) принципиальная схема, — двухступенчатая ракета с твердотопливной двигательной установкой и комбинированной системой наведения. Применение интегрированных в единое целое системы управления вектором тяги и системы приводов рулевых поверхностей реализуют в своей конструкции УРВВ MICA (Франция) и Р-73 (СССР).

## Комментарии
1. ↑  С англ. „A cubed M“.[2]